# Cannes... les 400 coups
Pour plus de détails, voir Fiche technique et Distribution.
Cannes... les 400 coups est un documentaire sur le Festival de Cannes de Gilles Nadeau sorti en 1997.

## Fiche technique
- Titre : Cannes... les 400 coups
- Réalisation et scénario : Gilles Nadeau
- Production :
  - Christiane Graziani
  - Yves Milliard
- Photographie : 
  - Jean-Claude Lemercier
  - Jacques Pamart
  - Gorka Sistiaga
- Format : couleur et noir et blanc
- Format du son : Stéréo
- Pays :  France
- Genre : documentaire
- Date de sortie : 1997

## Distribution
- Henri Alekan
- Woody Allen
- Jean-Jacques Beineix
- Jean-Claude Brialy
- Claudia Cardinale
- Hervé Chabalier
- Claude Chabrol
- Georges Cravenne
- Alain Delon
- Gérard Depardieu
- Michael Douglas
- Jean-François Fonlupt
- Miloš Forman
- Daniel Gélin
- Micheline Presle
- Alain Sarde
- Bertrand Tavernier
- Maurice Tinchant
- Roger Vadim
- Jean-Pierre Vincent